# Parlement d'Irlande du Sud
 (février 2019).
Si vous disposez d'ouvrages ou d'articles de référence ou si vous connaissez des sites web de qualité traitant du thème abordé ici, merci de compléter l'article en donnant les références utiles à sa vérifiabilité et en les liant à la section « Notes et références ».
Le Parlement d'Irlande du Sud (anglais : Parliament of Southern Ireland) est une assemblée législative autonome créée par le gouvernement britannique pendant la guerre d'indépendance irlandaise dans le cadre du Government of Ireland Act 1920.  Il visait à légiférer pour l'Irlande du Sud, entité politique créée par le gouvernement britannique pour résoudre le problème du nationalisme irlandais naissant et du cloisonnement, tout en maintenant l'Irlande au sein du Royaume-Uni.
Elle est composée de la Chambre des communes d'Irlande du Sud et du Sénat d'Irlande du Sud.